# Four (album de One Direction)
 (décembre 2014).
Si vous disposez d'ouvrages ou d'articles de référence ou si vous connaissez des sites web de qualité traitant du thème abordé ici, merci de compléter l'article en donnant les références utiles à sa vérifiabilité et en les liant à la section « Notes et références ».
Pour les articles homonymes, voir Four (homonymie).
Albums de One Direction
Midnight Memories
(2013) Made in the A.M.
(2015)
Four est le quatrième album studio du boys band anglo-irlandais One Direction, sorti le 17 novembre 2014 par Columbia Records et Syco Musique. 
Il se nomme Four car c'est le quatrième album du groupe depuis X Factor.

## Historique
Le 27 avril 2014, il a été confirmé que les One Direction travaillaient sur leur quatrième album studio. Good Charlotte a rapporté avoir collaboré avec Liam Payne et Louis Tomlinson pour écrire des chansons. Les membres McFly Tom Fletcher, Danny Jones et Dougie Poynter ont également fait équipe avec Niall Horan pour écrire dans l'album. Rock band Kodaline a écrit une chanson d'amour non partagée avec Harry Styles[pas clair]. Le groupe de rock 1975 a été également choisi par les One Direction pour travailler sur l'album. Les autres personnes impliquées dans l'album incluent les chanteurs John Legend et Emeli Sandé et le producteur Naughty Boy. Liam Payne a affirmé que l'album serait « plus incisif » et que le groupe a écrit la plupart des chansons.
Le nom et la couverture de l'album ont été annoncés le 8 septembre sur le site officiel du groupe, avec un téléchargement gratuit d'une chanson intitulée Fireproof, disponible durant 24 heures. En l'espace de 24 heures, 1,1 million de téléchargements ont été générés. La chanson a été mise sur Vevo le 22 Septembre.

## Tour
Le On the Road Again a été annoncé sur le programme de la matinée Today, où le groupe a donné une interview préenregistrée donnant des détails de leur retour en Australie. Il a ensuite été annoncé que le groupe serait également en tournée en Asie et en Afrique. 

## Clip
Le premier clip sorti est Steal My Girl le 24 octobre 2014, suivi de Night Changes sorti le 21 novembre 2014.

## Titres
| N°  | Titre                     | Auteur(s)                                                                                   | Producteur(s)                                    | Durée |
| --- | ------------------------- | ------------------------------------------------------------------------------------------- | ------------------------------------------------ | ----- |
| 1.  | Steal My Girl             | Louis Tomlinson, Liam Payne, Wayne Hector, Julian Bunetta, Ed Drewett, John Ryan            | Julian Bunetta, Pär Westerlund, John Ryan        | 3:48  |
| 2.  | Ready To Run              | Tomlinson, Payne, Jamie Scott, Bunetta, Ryan                                                | Julian Bunetta, John Ryan                        | 3:16  |
| 3.  | Where Do Broken Hearts Go | Harry Styles, Bunetta, Ruth-Anne Cunningham, Theodore Geiger, Ali Tamposi                   | Julian Bunetta, Pär Westerlund,Teddy Geiger      | 3:49  |
| 4.  | 18                        | Ed Sheeran, Oliver Frank                                                                    | Steve Robson, Matt Rad, Sam Miller               | 4:08  |
| 5.  | Girl Almighty             | Bunetta, Ryan, S. Pages Mehner                                                              | Julian Bunetta, John Ryan, Alexander Oriet       | 3:22  |
| 6.  | Fool's Gold               | Scott, Maureen McDonald, Niall Horan, Zayn Malik, Harry Styles, Louis Tomlinson, Liam Payne | Matt Rad, Jamie Scott, Sam Miller                | 3:31  |
| 7.  | Night Changes             | Scott, Bunetta, Ryan, Horan, Malik, Styles, Payne, Tomlinson                                | Julian Bunetta, John Ryan                        | 3:47  |
| 8.  | No Control                | Tomlinson, Cunningham, Scott, Bunetta, Ryan                                                 | Julian Bunetta, Ian Franzino, John Ryan,Afterhrs | 3:20  |
| 9.  | Fireproof                 | Payne, Tomlinson, Ryan, Scott, Bunetta                                                      | Julian Bunetta, John Ryan, Ben "Bengineer" Chang | 2:54  |
| 10. | Spaces                    | Tomlinson, Payne, Scott, Bunetta, Ryan                                                      | Julian Bunetta, Afterhrs, John Ryan              | 4:17  |
| 11. | Stockholm Syndrome        | Styles, Bunetta, Ryan, Johan Carlsson                                                       | Julian Bunetta, John Ryan                        | 3:35  |
| 12. | Clouds                    | Tomlinson, Payne, Malik, Scott, Bunetta, Ryan                                               | Julian Bunetta, John Ryan                        | 3:52  |

Four (Version Deluxe)
| N°  | Titre              | Auteur(s)                                                         | Producteur(s)             | Durée |
| --- | ------------------ | ----------------------------------------------------------------- | ------------------------- | ----- |
| 13. | Change Your Ticket | Payne, Tomlinson, Horan, Malik, Styles, Sam Martin, Bunetta, Ryan | Julian Bunetta, Afterhrs  | 4:26  |
| 14. | Illusion           | Payne, Scott, Bunetta, Ryan                                       | Julian Bunetta, John Ryan | 3:14  |
| 15. | Once in a Lifetime | Scott, Bunetta, Ryan                                              | Julian Bunetta, John Ryan | 2:38  |
| 16. | Act My Age         | Bunetta, Drewett, Ryan                                            | Julian Bunetta, John Ryan | 3:18  |